# Marcelino Máximo de Azevedo e Melo
Marcelino Máximo de Azevedo e Melo CvTE • ComC • CvNSC (Lagares, 10 de Janeiro de 1794 – Oliveira do Douro, 13 de Julho de 1853), 1.º Visconde de Oliveira do Douro, foi um magistrado e político português que se destacou como um dos principais apoiantes do cabralismo.

## Família
Filho de Bernardo José de Azevedo e Melo, Bacharel formado em Direito pela Faculdade de Direito da Universidade de Coimbra, Fidalgo Cavaleiro da Casa Real, Jurisconsulto, Juiz de Fora e Corregedor, e de sua mulher Joana Margarida Pereira de Baeça Veloso de Barbosa. Irmão de António de Azevedo Melo e Carvalho (Penafiel, Lagares, 9 de Março/11 de Maio de 1795 - Lisboa, 20 de Fevereiro de 1862), de Joana Júlia (8 de Dezembro de 1800 - ?), falecida nova, solteira e sem geração, e Joaquim António (19 de Fevereiro de 1806 - ?), Fidalgo Cavaleiro da Casa Real, Abade de São Vicente de Sousa, Cónego Honorário da Sé de Braga, Capelão da Casa Real, Cavaleiro da Ordem de Nossa Senhora da Conceição de Vila Viçosa e da Ordem Militar de Cristo. A família pertencia à antiga aristocracia, estando ligada à Casa de Azevedo.

## Biografia
Bacharel formado em Leis pela Faculdade de Leis da Universidade de Coimbra, foi Juiz Desembargador do Tribunal da Relação do Porto, Administrador Geral do Distrito do Porto, Comissário em Chefe do Exército em 1833, Juiz Conselheiro do Tribunal de Contas, Ministro de Estado Honorário, Par do Reino, Fidalgo Cavaleiro da Casa Real, Comendador da Ordem Militar de Cristo, Cavaleiro da Ordem de Nossa Senhora da Conceição de Vila Viçosa e Cavaleiro da Ordem Militar da Torre e Espada, do Valor, Lealdade e Mérito, e Membro de um dos governos presididos pelo Duque de Saldanha, onde assumiu as pastas de Ministro dos Negócios do Reino, entre 6 de Outubro de 1846 e 28 de Abril de 1847, e de 55.º Ministro dos Negócios da Fazenda, entre 6 e 13 de Outubro de 1846. Foi feito 1.º Visconde de Oliveira do Douro por Decreto de D. Maria II de Portugal de 11 de Março de 1842.
Foi também um importante dirigente da Maçonaria, tendo sido o 3.º Soberano Grande Comendador interino do Supremo Conselho afecto ao Grande Oriente Lusitano e o 12.º Grão-Mestre interino do Grande Oriente Lusitano entre 1846 e 1847 e o 5.º Soberano Grande Comendador interino do Supremo Conselho afecto ao Grande Oriente Lusitano e o 14.º Grão-Mestre interino do Grande Oriente Lusitano novamente em 1849, e o 1.º Grão-Mestre do Grande Oriente de Portugal de 1849 a 1853.
Foi um dos Membros da Junta do Porto e figura grada da Revolução da Maria da Fonte.
Residiu na Quinta da Oliveira, na freguesia de Oliveira do Douro, onde faleceu. Foi sepultado na capela do Convento da Congregação de Nossa Senhora da Conceição de Oliveira do Douro, hoje extinto.

## Casamento e descendência
Casou a 3 de Junho de 1840 com Mariana Henriqueta Correia Moreira (24 de Abril de 1814 - 1 de Abril de 1877), terceira filha de João Correia Moreira e de sua mulher Mariana Isabel da Cunha Lima, da qual teve três filhos:
- Bernardo José de Azevedo e Melo (2/11 de Abril de 1842), Representante do Título de Visconde de Oliveira do Douro, casado com sua prima-irmã Sofia Albina de Lima Barreto,[1] filha de Manuel Urbano de Lima Barreto e de sua mulher Isabel Correia Moreira, com geração
- João Gosendes de Azevedo e Melo (6 de Novembro de 1849),[1] casado, com geração
- António Lopo de Azevedo e Melo (26 de Março de 1851 - Ilha da Madeira, Novembro de 1875),[1] solteiro e sem geração